# 臺中市第五期市地重劃區
臺中市第五期市地重劃區（簡稱五期重劃區，官方稱五期大墩市地重劃）位於臺灣臺中市南屯區、西屯區及西區內，是臺中市政府規劃的市地重劃區之一。該區重劃前大部分為農地，地籍零亂，縱橫交錯，低矮房舍座落其間，無公共設施及要道。

## 地理範圍
位於七期東側，南側與八期及國立台灣美術館為臨，北端則臨近四期重劃區，擁有精明一街、大隆路和公益路等商圈。
- 東:忠明南路
- 西:文心路
- 南:大墩西二街、大墩三街、大墩一街
- 北:大墩二十街、寧夏路

## 歷史
前臺中市長林柏榕在一九八五年完成第五期市地重劃，重劃的面積也達二百二十八公頃。